# 女神異聞錄3 月夜熱舞
《女神異聞錄3 月夜熱舞》，簡稱「P3D」，是Atlus在PlayStation 4和PlayStation Vita平台開發並發行的音樂節奏遊戲，《女神異聞錄3》的衍生作品。日版於2018年5月24日在日本地區發售；中文版和韓語版於2018年9月20日在臺灣、香港和南韓發售；其他語言版本於2018年12月4日在全球發售。

## 外部連結
- 《女神異聞錄3 月夜熱舞》（P3D）官方網站：日文